# Bairdstown
Bairdstown – wieś w USA, w stanie Ohio, w hrabstwie Wood.
W roku 2010, 23,8% mieszkańców było w wieku poniżej 18 lat, 7,7% było w wieku od 18 do 24 lat, 24,7% miało od 25 do 44 lat, 30,7% miało od 45 do 64 lat, a 13,1% było w wieku 65 lat lub starszych. We wsi było 53,1% mężczyzn i 46,9% kobiet.
Liczba mieszkańców w 2010 roku wynosiła 130, a w roku 2012 wynosiła 131.